# 弗兰·乔纳斯
弗兰·乔纳斯（英語：Fran Jonas，2004年4月8日—），生于奥克兰，新西兰女子板球运动员。她曾代表新西兰国家队参加2022年英联邦运动会板球比赛，获得一枚铜牌。